# Каріре
Каріре (Cariré) — муніципалітет у Бразилії, розташований у штаті Сеара.

## Стислі відомості
В останній чверті 19 століття у зоні Сертан-Сентро-Норте почало розвиватися поселення Каріре. Відкриття станції Каріре 1893 року прискорило його розвиток.
Підвищено до категорії міста 1929 року.